# Adenoon indicum
Adenoon es un género monotípico de plantas fanerógamas perteneciente a la familia de las asteráceas. Su única especie, Adenoon indicum, es originaria de Asia, donde se distribuye por la India, Malasia e Indonesia..

## Taxonomía
Adenoon indicum fue descrita por Nicol Alexander Dalzell y publicado en Hooker's J. Bot. Kew Gard. Misc. 2: 344. 1850